# 朝起きたら美少女になってたボクにお願いがあるんだって?しょうがないにゃあ・・いいよ。
『朝起きたら美少女になってたボクにお願いがあるんだって？しょうがないにゃあ・・いいよ。』（製作：娘。）は、2020年7月31日に発売した恋愛アドベンチャーゲーム、アダルトゲーム。原画はやなせあき、シナリオはなけなしのとるてが担当。
本作は、ある日突然男性から女性になってしまう「TS病」のある世界を舞台に、この病を発症した主人公の「トワ」と二名の男性キャラクターの交流に焦点を当て、登場人物間の性行為が中心に描かれている。

本作はゲームシステムは恋愛アドベンチャーゲーム形式を採用。声はトワのみがフルボイスとなっており、赤月ゆむが声を当てている。ゲーム内に選択肢はあるものの、物語は一本道形式で進行する。
発売後すぐに、美少女ゲーム・アニメ関連商品販売サイト「げっちゅ屋」の月間ベストセラーゲームランキングで18位にランクインし、月間ベスト美少女ゲームの第10位に選ばれた。 その後、萌えゲーアワード2020で「エロス系作品賞プラス」も受賞した。

## 内容
主人公・トワは進学を機に一人暮らしをはじめ、男友達のアルマとジンと楽しい日々を送っていた。ある日、トワは朝目覚めるといきなり男性が女性になってしまう病気「TS病」を発症する。「TS病」は原因不明で治療法もない珍しい病気で、患者は残りの人生を「性別：TS」として生きなければならない。
幸い、この地ではTS患者を保護する制度が確立されていたこともあり、トワは楽観的にTS患者としての生活を送ることにした。性的欲求を押さえられないアルマ達に対し、トワはしょうがないと言いつつもそれを受け入れた。

## 開発
本作は「娘。」から8年ぶりにリリースされた作品（第二作目）。原画はやなせあき、シナリオはなけなしのとるて、主題歌はオープニング・エンディングともに宇佐美日和が担当。
主人公「トワ」は、赤月ゆむが演じた。本作が赤月にとって初めてのひとりヒロイン作品であり、自分の声しか入らないというプレッシャーがあったが、いざ収録に臨むとキャラづくりもうまくいき、後述する「萌えゲーアワード」受賞も相まって自信につながったとアダルトゲーム雑誌「BugBug」による2024年のインタビューの中で振り返っている。

## 販売
公式サイトは2020年4月17日にオープン。同24日より予約受付が開始。5月15日、新型コロナウイルス感染症流行の影響により、当初6月26日に発売予定だったゲームが7月31日に延期されることが正式に発表された。5月26日には、本作のテーマソング歌手と赤月ゆむがオンライン生放送番組「美少女ゲームフェアキャララ!!」に出演し、6月16日と7月31日にも再出演した。6月19日、ゲームのオープニングムービーをYouTubeで公開。同26日には本編の体験版が公開された。
7月2日、本作の発売カウントダウンムービーがYouTubeとニコニコ動画で公開。 DVD通常版とタペストリー付き限定版は7月31日に発売され、Windows 8.1/10に対応。 公式通販で注文したユーザーにはアクリルボードがプレゼントされた。8月13日、FANZAにてダウンロード版の配信開始。9月27日、Android版正式リリース。

## 評価
美少女ゲーム・アニメ関連商品の販売サイト「げっちゅ屋」の2020年7月ゲーム売上ランキングで18位にランクインし、2020年度ベスト美少女ゲーム第10位に選出。
2020年7月の萌えゲーアワード月間賞でも3位、通年では33位にランクインし、業界関係者が選ぶ年間賞「エロス系作品賞プラス」を受賞した。本作がエロス系作品賞プラスを受賞したことについて、萌えゲーアワード審査員の霧方るんたはトワの声優・赤月ゆむのロリボイスを称賛したうえで、「トワの流されっぷり＆心情の変異」がこの作品のセールスポイントである」とも述べている。
bugbug.newsは、このゲームの体験版に関するレビューを掲載し、アルマとジンとの関係は、それぞれ「純愛」と「おバカなノリ」という2つのスタイルに沿っていると書いており、タイトルの元ネタである「見抜き」に関するパロディに対しても「爆笑」と述べている。 また、本作は、男性だったからこそ男の気持ちを理解し受け入れてくれる「TS美少女の魅力が詰まった」作品と指摘した。